# 오토쿠
오토쿠(応徳, おうとく)는 일본의 연호(元号) 중 하나이다.
- 전후 : 에이호(永保) 이후 - 간지(寛治) 이전.
- 시기 : 1084년 ~ 1086년
- 천황 : 시라카와 천황, 호리카와 천황

## 개원(改元)
- 에이호 4년 2월 7일(율리우스력 1084년 3월 15일), 갑자혁령에 해당해 개원.
- 오토쿠 4년 4월 7일(율리우스력 1087년 5월 11일), 간지로 개원된다.

## 출전
『백호통의(白虎通義)』의 「天下泰平、符瑞所以来至者、以為王者承天順理、調和陰陽、和万物序、休気充塞、故符瑞並臻、皆応徳而至」.
- 몬조하카세(文章博士) 후지와라 노 아리쓰나가 간진(勘申, 조정에서 의식 등 여러 일에 대해 선례・전고・길흉・일시 등을 조사해 진언하는 일)을 맡았다.

## 서력과의 대조표
| 오토쿠      | 원년       | 2년        | 3년        | 4년        |
| ----------- | ---------- | ---------- | ---------- | ---------- |
| 서기 (西紀) | 1084년     | 1085년     | 1086년     | 1087년     |
| 간지 (干支) | 갑자(甲子) | 을축(乙丑) | 병인(丙寅) | 정묘(丁卯) |

## 같이 보기
- 일본의 연호 일람

| 이전 에이호 | 일본의 연호 1084년 ~ 1087년 | 다음 간지 |